# Karl Maria Wiligut
Karl Maria Wiligut (alias Weisthor, Jarl Widar, Lobesam; 10 de diciembre de 1866 - 3 de enero de 1946) fue un ocultista y militar austriaco. Sirvió en el ejército austrohúngaro durante la Primera Guerra Mundial y fue una figura destacada en el movimiento arminista. Finalmente se unió a las SS después de ser reclutado por Heinrich Himmler.

## Biografía
Karl Maria Wiligut nació en Viena el 10 de diciembre de 1866 en el seno de una familia militar católica . Tanto su padre como su abuelo habían servido en el ejército y, a la edad de 14 años, se inscribió en la Academia Imperial de Cadetes de Breitensee. Después de graduarse, fue reclutado para el regimiento de infantería de Milan I de Serbia. El 17 de diciembre de 1883 fue destinado a la infantería, cuatro días después se convirtió en Gefreiter. En 1888, fue ascendido a teniente.
A pesar de su educación católica, Karl mostró interés en el movimiento Völkisch desde el principio de su vida. En 1889, se unió a la cuasi-masónica Schlaraffia-Loge y en 1903 publicó su primer libro, Seyfrieds Runen, una colección de poemas e historias sobre las antiguas runas germánicas. En 1908, publicó su segundo libro Neun Gebote Gôts, sobre ariosofía. Wiligut afirmó ser descendiente de una antigua línea de reyes-dioses que se remonta al año 228 000 a. C. y que pudo ver las vidas pasadas de sus antepasados.
En 1906, se casó con Malwine Leurs von Treuenringen de Bozen, con quien tenía dos hijas, Gertrud y Lotte. Un hermano gemelo de una de las niñas murió cuando era un bebé, una tragedia devastadora para Wiligut, quien estaba desesperado por un heredero varón
Durante la Primera Guerra Mundial, Wiligut sirvió tanto en el frente italiano como en el oriental. Sirvió en el 30.º Regimiento de Infantería en los Cárpatos antes de comandar una unidad de entrenamiento cerca de Salzburgo en Austria-Hungría. Fue condecorado por su valentía y el 1 de agosto de 1917 fue ascendido a coronel. En mayo de 1918, se retiró del frente y estuvo al mando de un campo de convalecencia cerca de Leópolis. Después de casi 40 años en el servicio militar, se retiró el 1 de enero de 1919 con un historial impecable y se mudó a Morzg, cerca de Salzburgo, donde dedicó su tiempo a los estudios de ocultismo. Renovó su relación con Theodor Czepl de la Orden de los Nuevos Templarios, quien en el invierno de 1920-21 pasó siete semanas en la casa de Wiligut. Czepl compiló un informe para el archivo de la Orden, donde describe a Wiligut como un hombre de aspecto marcial, que se reveló como portador de una línea secreta de la realeza alemana.
El 29 de noviembre de 1924, mientras estaba en un café con amigos, la policía arrestó a Wiligut; su destino final era la institución mental local, donde estuvo confinado durante varios años.
Los registros médicos de Wiligut reflejan la violencia en el hogar, incluidas las amenazas de matar a su esposa, proyectos grandiosos, comportamiento excéntrico e intereses ocultos. Después de este arresto en 1924, se le diagnosticó esquizofrenia y megalomanía. Fue declarado legalmente incompetente por un tribunal de Salzburgo y internado en un asilo de Salzburgo, donde permaneció hasta 1927. En 1932, abandonó a su esposa y familia, y emigró de Austria a Alemania, residiendo en Múnich. Se sabe que mantuvo correspondencia con muchos admiradores y discípulos, entre ellos  Ernst Rüdiger y miembros de la Orden de los Nuevos Templarios.

### Trabajo en las SS
Wiligut se hizo un nombre en los círculos ocultistas de Alemania y finalmente llamó la atención del jefe de las SS, Heinrich Himmler. Poco después de ser presentado a Himmler en septiembre de 1933 en una conferencia de la Nordische Gesellschaft, Wiligut fue incluido en las SS (bajo el seudónimo de Karl Maria Weisthor) para dirigir un Departamento de Prehistoria e Historia Temprana que se creó para él dentro de la  Oficina de Raza y Asentamiento de las SS (RuSHA). En abril de 1934 fue ascendido al equivalente de las SS de su antiguo rango de coronel (Standartenführer), y luego nombrado jefe de la Sección VIII (Archivos) de RuSHA en octubre de 1934. En noviembre de 1934 siguió un ascenso al rango de Oberführer (teniente-brigadier ), y luego, en la primavera de 1935, Wiligut fue trasladado a Berlín para formar parte del círculo personal de Himmler junto a Karl Wolff. Fue ascendido al rango de Brigadeführer en septiembre de 1936.
Ya en Berlín, Wiligut desarrolló sus planes para establecer en Wewelsburg un centro ocultista con la ayuda de Manfred von Knobelsdorff. Wiligut realizaría un bautismo arminístico al hijo mayor de Karl Wolff, Thorisman, el 4 de enero de 1937, al que asistieron dignatarios de las SS Reinhard Heydrich y Karl Diebitsch.
En el verano de 1936, Gunther Kirchhoff y Wiligut emprendieron una expedición de veintidós días al Valle de Murg cerca de Baden-Baden en la Selva Negra, más concretamente a un asentamiento del cual afirmaban había sido visitado por Krist, figura germánica mesiánica supuestamente asociada con el irminismo. Wiligut identificó a Schloss Eberstein como un centro del irminismo. En Sajonia, descubrió otro "complejo irminista", identificando  de como "punto espiritual", Bodenburg como "señalará",  Gandersheim como " punto central de conciencia ",  de como" punto de mano de fuerza ", Kalefeld como" punto del corazón "del crucificado Balder,  de  como "punto generativo", Naensen como "punto de mano material" y Ebergötzen como "punto de skould".
Wiligut identificó el irminismo como la verdadera religión ancestral alemana, afirmando que el wotanismo de Guido von List y el wotanismo y las runas de Armanen eran una religión falsa cismática.
Wiligut contribuyó significativamente al desarrollo de Wewelsburg como el castillo de la orden y el centro ceremonial de la práctica pseudo-religiosa de las SS. Él diseñó el Totenkopfring, que Himmler otorgó personalmente a prestigiosos oficiales de las SS.

## Jubilación
En noviembre de 1938, Karl Wolff, ayudante en jefe del personal personal de Himmler y el segundo oficial de mayor rango en las SS, visitó a la esposa de Wiligut y se enteró del compromiso involuntario anterior de Wiligut en una institución mental, lo que resultó vergonzoso para Himmler. 
Se notificó al personal de Wiligut que su "solicitud" de jubilación por motivos de edad y mala salud se había concedido en febrero de 1939, y que la jubilación oficial estaba fechada el 28 de agosto de 1939, sólo unos días antes del estallido de la Segunda Guerra Mundial.

## Muerte
Los últimos años de Wiligut fueron inseguros: se mudó a Aufkirchen en 1939, a Goslar en 1940, ya Wörthersee en 1943, y después de la guerra a un campo de refugiados en St. Johann cerca de Velden am Wörther See | Velden, donde sufrió un derrame cerebral. Después de esto, se le permitió regresar a Salzburgo, pero pronto se trasladó a Arolsen en Hesse, donde murió el 3 de enero de 1946. Su lápida está inscrita con  "UNSER LEBEN GEHT DAHIN WIE EIN GESCHWÄTZ"  ("Nuestra vida pasa como un parloteo ocioso").

## Participación oculta
En 1889, Wiligut se unió a la Schlaraffia, una logia cuasi-masónica. Cuando dejó la logia en 1909, tenía el rango de caballero y el cargo de canciller. Su primer libro,  Seyfrieds Runen , era una colección de poemas sobre Rabenstein en Znaim en la frontera entre Austria y Moravia; se publicó en 1903 bajo su real, nombre y un apodo añadido, "Lobesam". Su siguiente libro, "Neun Gebote Gots", siguió en 1908, en el que Wiligut afirmó por primera vez ser el heredero de la antigua tradición del Irminismo. Tanto List como Wiligut fueron influenciados por Die Buchstaben Gutenbergs de 1900 de Friedrich Fischbach. 
Wiligut afirmó estar en la tradición de una larga línea de maestros místicos germánicos, que se remonta a tiempos prehistóricos. También afirmó tener poderes espirituales que le permitió acceder directamente a los recuerdos genéticos de sus antepasados miles de años atrás.
Desde 1908, Wiligut estuvo en contacto con el ocultista Ordo Novi Templi en Viena. Wiligut afirmó que la Biblia había sido escrita originalmente en germánico, y testificaba de una religión "irminica" -  religión irminen  o  'irminismo'  - que contrastaba con el  wotanismo. Afirmó adorar a un dios germánico "Krist", a quien el cristianismo supuso osado más tarde para haberse apropiado como su propio salvador Cristo.
Según Wiligut, la cultura y la historia germánicas se remontan al 228.000 a. C. Propuso que en este momento, había tres soles, y la Tierra estaba habitada por gigantes, enanos y otras criaturas míticas. Wiligut afirmó que sus antepasados, los Adler-Wiligoten, pusieron fin a un largo período de guerra. Hacia el 12.500 a. C., se reveló la religión irminica de Krist y desde ese momento se convirtió en la religión de todos los pueblos germánicos, hasta que los partidarios cismáticos del Wotan (Wotanism) ganaron la partida. En 1200 a. C., los Wotanistas lograron destruir el centro religioso Irminic en Goslar, después de lo cual los Irministas erigieron un nuevo templo en el  Externsteine , que a su vez fue apropiado por los Wotanistas en AD. 460. Los propios antepasados de Wiligut fueron supuestamente protagonistas en este escenario: los Wiligotis eran "Ueiskunings" ("reyes de hielo") descendientes de una unión de Aesir y Vanir. Ellos fundaron la ciudad de Vilna como el centro de su imperio germánico y siempre se mantuvieron fieles a su fe irmínica.
Las convicciones de Wiligut asumieron un rasgo paranoico en la década de 1920 cuando se convenció de que su familia era víctima de una persecución continua de los irministas, actualmente llevada a cabo por la Iglesia católica, los judíos y los masones, a cuyos grupos también culpó de la derrota. de la Primera Guerra Mundial y la caída del Imperio Habsburgo.
Durante la década de 1920, Wiligut escribió 38 versos (de un número supuestamente superior a 1000), la llamada "Halgarita Sprüche", que afirmó haber memorizado de niño, enseñada por su padre. Wiligut había diseñado su propio " alfabeto rúnico" para este propósito.
Werner von Bülow y Emil Rüdiger de la  Edda-Gesellschaft  (Sociedad Edda) tradujeron y anotaron estos versos. Afirmaron que los números 27 y 1818 están conectados con el Sol Negro.
```
-> El versículo 27 según Willigut es una "bendición solar" de 20.000 años:
```

 Sunur saga santur toe Syntir peri fuir sprueh Wilugoti haga tharn Halga fuir santur toe 
Werner von Bülow traduce esto de la siguiente manera:
 La leyenda dice que dos soles, dos sanos en UR y SUN de regla de cambio, iguales al reloj de arena que volteado, le dan a uno de ellos la victoria / El significado del camino errante divino / estrella de escoria en la esfera de fuego. se convirtió en lengua de fuego revelado a la Tierra-I-curso de la raza del Paraíso / los líderes de buena voluntad conducen a la prosperidad a través de su cuidado en el curso universal, lo que es visible y pronto se oculta, de donde llevaron la imaginación de la humanidad / polar en cambio -play, de UR a SUN en el servicio de sacrificio de crecientes y menguantes, en el fuego sagrado Santur se gasta ambiguamente en chispas, pero se vuelve victorioso en bendición. 
 Santur  se interpreta como un sol quemado que aún era visible en la época de Homero. Rüdiger especula que este fue el centro del sistema solar hace cientos de milenios, e imagina una lucha entre el nuevo y el viejo Soles que se decidió hace 330.000 años.  Santur  es visto como la fuente de poder de los Hiperbóreos s.
En las corrientes esotéricas del Neonazismo, Neofolk, Black metal nacionalsocialista y Neopaganismo, los escritos de Wiligut gozaron de un renovado interés en la década de 1990.

## Runas
En 1934, Wiligut desarrolló una fila de runas basada libremente en las Runas de Armanen de Guido von List a pesar de que Wiligut rechazó las runas de List y su filosofía general.
Wiligut afirmó haber sido iniciado en la "tradición rúnica" por su abuelo Karl Wiligut (1794-1883).
Su fila de runas tiene 24 letras, como el Elder Futhark. Al igual que las runas Armanen de von List que se basan estrechamente en el Futhark más joven, muchas de las runas de Wiligut son idénticas a las históricas, con algunas adiciones. La secuencia histórica de Futhark no se conserva.
Los nombres de Wiligut para sus runas son: Tel, Man, Kaun, Fa, Asa, Os, Eis, Not, Tor, Tyr, Laf, Rit, Thorn, Ur,  Sig, Zil, Yr, Hag- Al, H, Wend-horn, Gibor, Eh, Othil, Bar-Bjork.
Las runas sin precedentes en las runas históricas son Tel (un anillo cruzado, similar al símbolo cruz del sol), Tor (como un latín T), Zil (como un latín rotado Z) , Gibor (tomado de las runas de von List). La forma de Wend-horn es similar a Tvimadur.

## Premios y condecoraciones
- Cruz al Mérito Militar, 3.ª clase con condecoraciones de guerra y espadas (Austria-Hungría)
- Medalla al Mérito Militar en Plata y Bronce, en la cinta de la Cruz del Mérito Militar con Espadas (Austria-Hungría)
- Cruz del Jubileo Militar
- Medalla conmemorativa del jubileo
- Cruz conmemorativa 1912/13
- Karl Troop Cross
- Medalla de la herida (Austria-Hungría)
- Medalla conmemorativa de la guerra de Austria con espadas
- Medalla Anschluss
- Medalla de los Sudetes
- War Merit Cross, 1.ª y 2.ª clase con espadas
- Anillo de honor de las SS
- Espada de honor del Reichsführer-SS

## Literatura
- Lange, Hans-Jürgen: Das Licht der schwarzen Sonne. Himmlers Rasputin und seine Erben [= nueva edición de: "Weisthor - Karl-Maria Wiligut"]. Autoeditado por Versandantiquariat Hans-Jürgen Lange, Wietze 2010, en dos versiones: con o sin DVD que contiene todos los "Halgaritha Sprüche" en alemán.

- Datos: Q112913